# Nissan Stanza

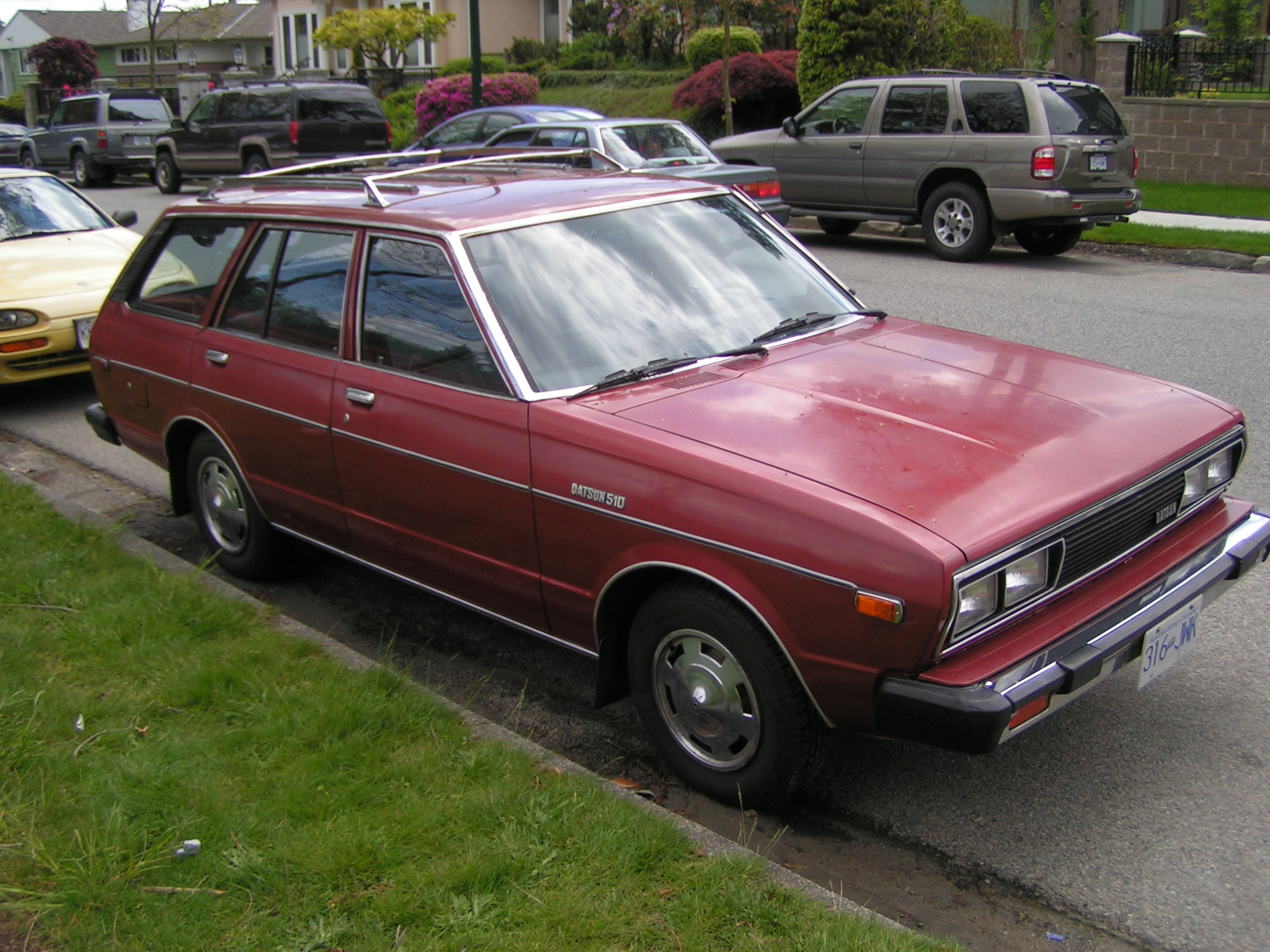
Datsun Stanza Kombi USA (= Datsun 510)

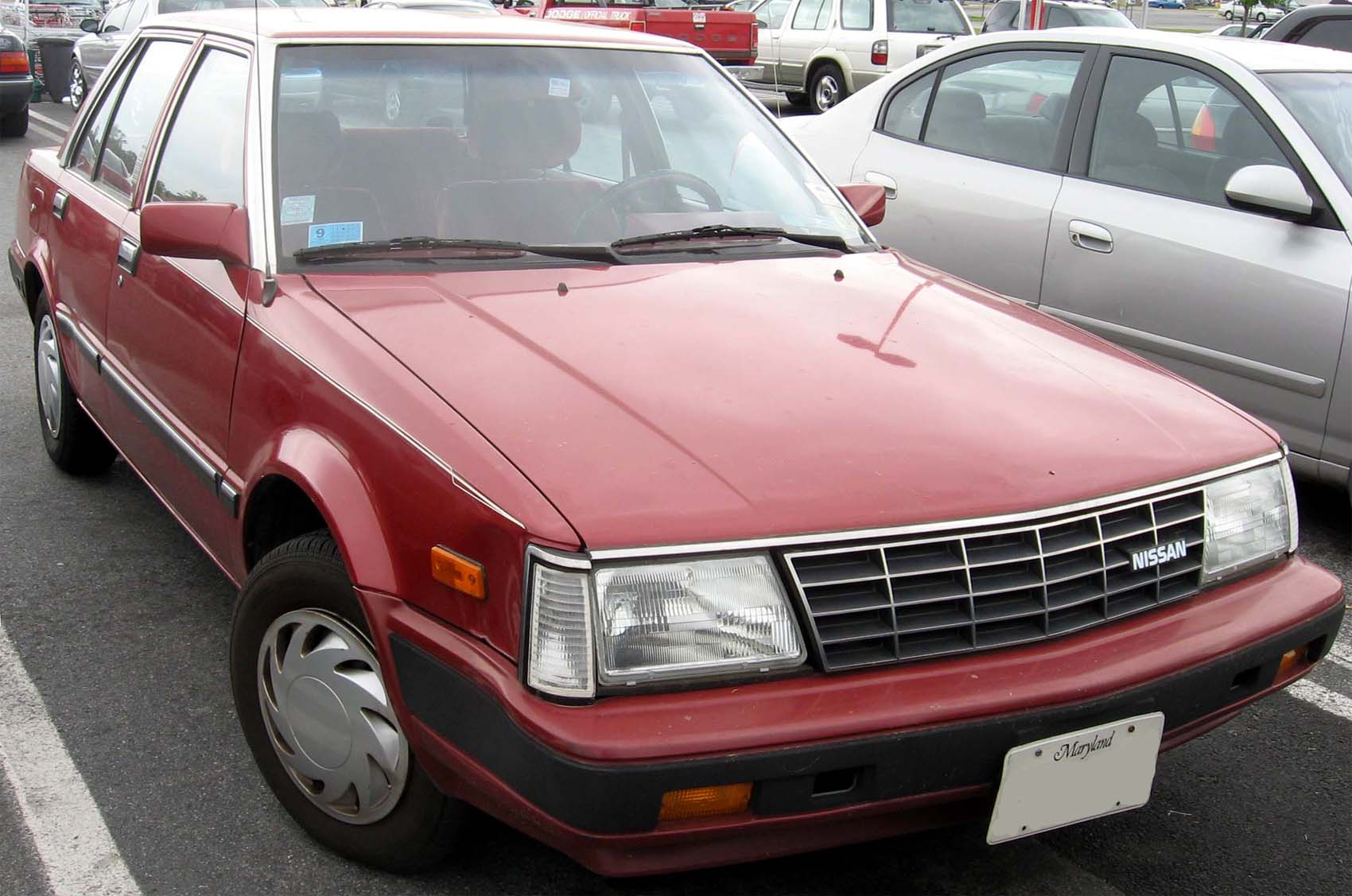
Nissan Stanza T11, USA-Version

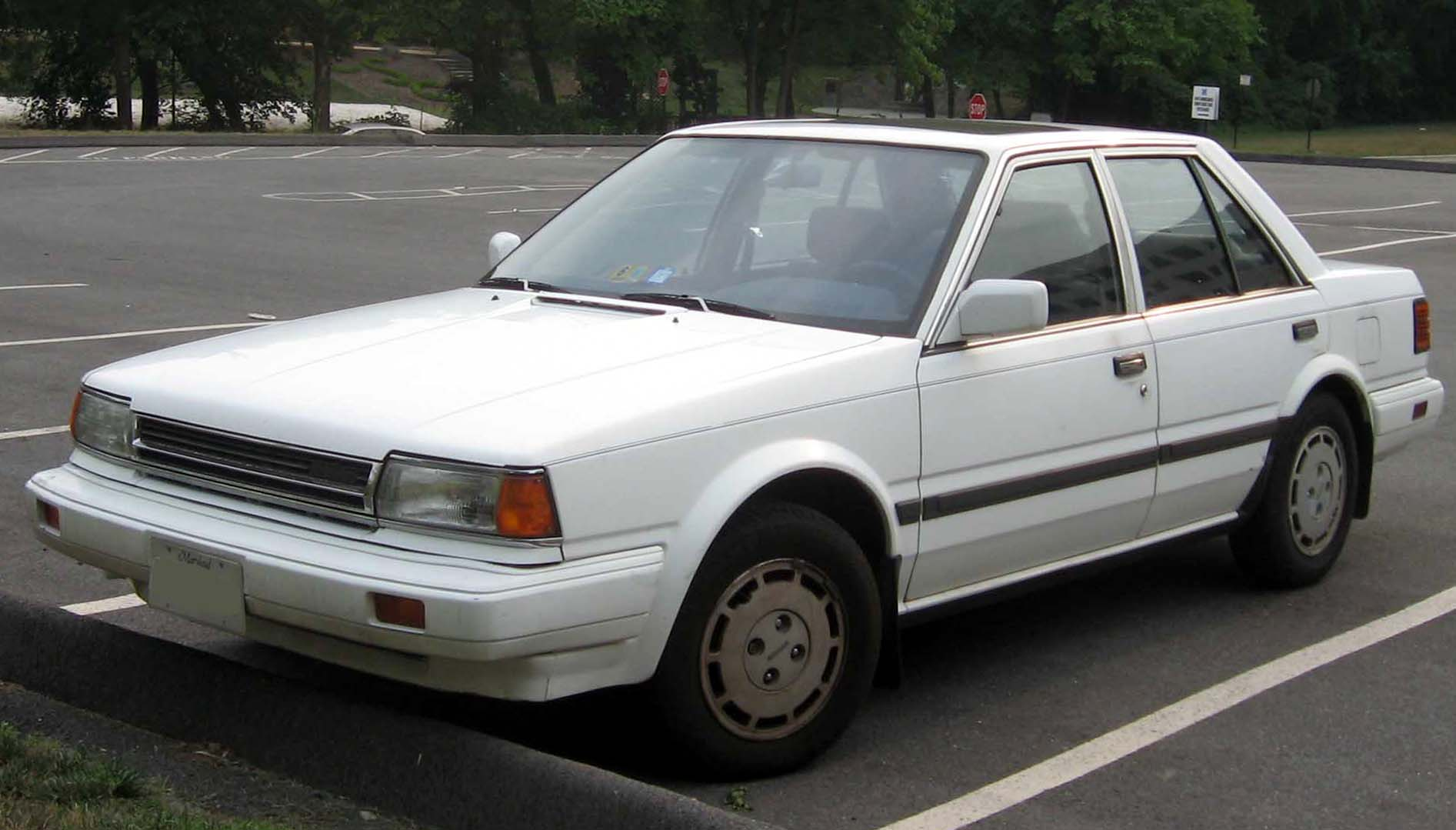
Nissan Stanza T12

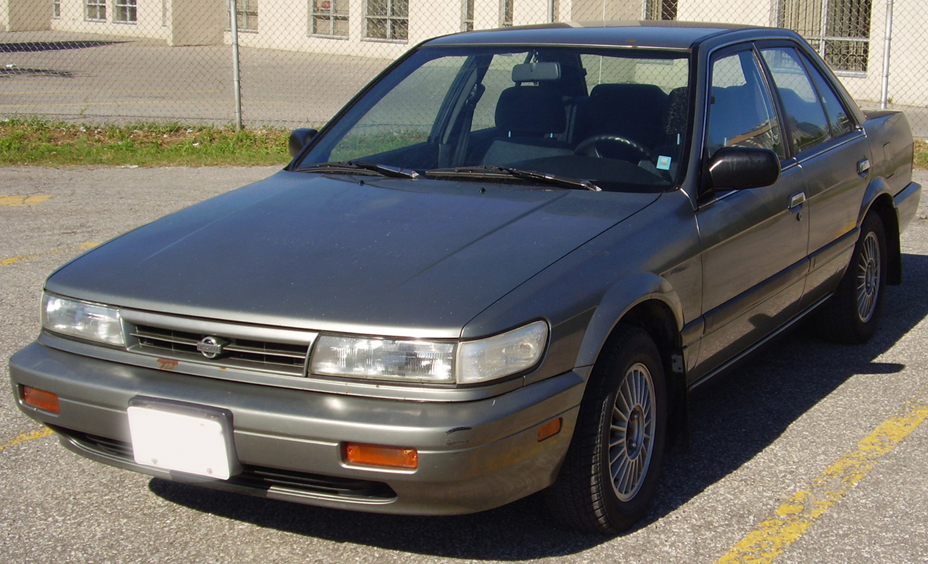
Nissan Stanza U12

Nissan Stanza var en personbil som lanserades av Nissan 1977. Modellen var en badge-engineered version av Nissan Auster och Nissan Violet. Samtliga tre modeller hade kodbeteckningen A10 och byggdes på fabrikerna i Hiratsuka och Oppama i Japan. En framhjulsdriven modell lanserades 1981. Senare versioner av bilen var Nissan Bluebird med ny modellbeteckning.